# آشه
آشِه (به فرانسوی: Achey) یک کمون در فرانسه است که در Canton of Dampierre-sur-Salon واقع شده‌است.

## خصوصیات
ایکی ۷٫۰۵ کیلومترمربع مساحت و ۷۰ نفر جمعیت دارد.